# Wolf Bröll
Wolf Bröll (* 24. März 1950 in Stuttgart; † 2. Mai 2016 in Mandelbeck bei Northeim) war ein deutscher Fotograf, Maler, Bildhauer und Professor für Kunstpädagogik.

## Leben
Wolf Bröll begann 1969 ein Volontariat als Fotograf. Nach mehrjährigen zeitlich beschränkten Einsätzen in der Fotobranche zog er im Jahr 1972 nach Berlin und arbeitete experimentell als Fotograf. 1973 erfolgte der Abschluss der Gesellenprüfung an der Bundesfachschule für Fotografenhandwerk in Hamburg. Bis 1979 arbeitete er als Fotograf am Institut für visuelle Kommunikation und Design in Berlin bei Herbert W. Kapitzki.
Er entdeckte seine Neigung zu räumlichen Bildnissen und begann an der Berliner Hochschule der Bildenden Künste ein Bildhauerstudium. Er unternahm Studienreisen nach Italien und Griechenland. In den Jahren 1979 und 1980 arbeitete er als Bildhauer auf der Kykladeninsel Naxos. 1983 schloss er sein Hauptstudium bei Professor Arnold an der Kunsthochschule Kassel mit Diplom ab. Seit 1984 ist er freischaffend tätig. Es folgte eine erfolgreiche Zeit mit zahlreichen Bildhauersymposien sowie jährlichen Gruppen- und Einzelausstellungen.
1997 wurde Wolf Bröll als Professor für Kunstpädagogik an die Universität Vechta berufen. Dabei waren seine Schwerpunkte Plastik und Objekt. Im Jahr 2004 startete er das Projekt Ariadne on Naxos – Skulptur für die Stadt Naxos in Griechenland. 2005 erhielt er den 1. Preis beim internationalen Skulpturenwettbewerb Peer Gynt. Er erschuf die Granitskulptur Solveig at the hut für die Stadt Oslo, Norwegen.
Die Hauptwerke seiner künstlerischen Tätigkeit sind Skulpturen für den öffentlichen Raum. Über 60 seiner Werke befinden sich an 30 Orten. Sein Leitmotto war das Formen des rauen Steines als eine Herausforderung und Ursprung des Gestaltungswillen in das scheinbar Unvollendete.
Wolf Bröll wurde auf dem Friedhof in Northeim beigesetzt.

## Werke, Auswahl

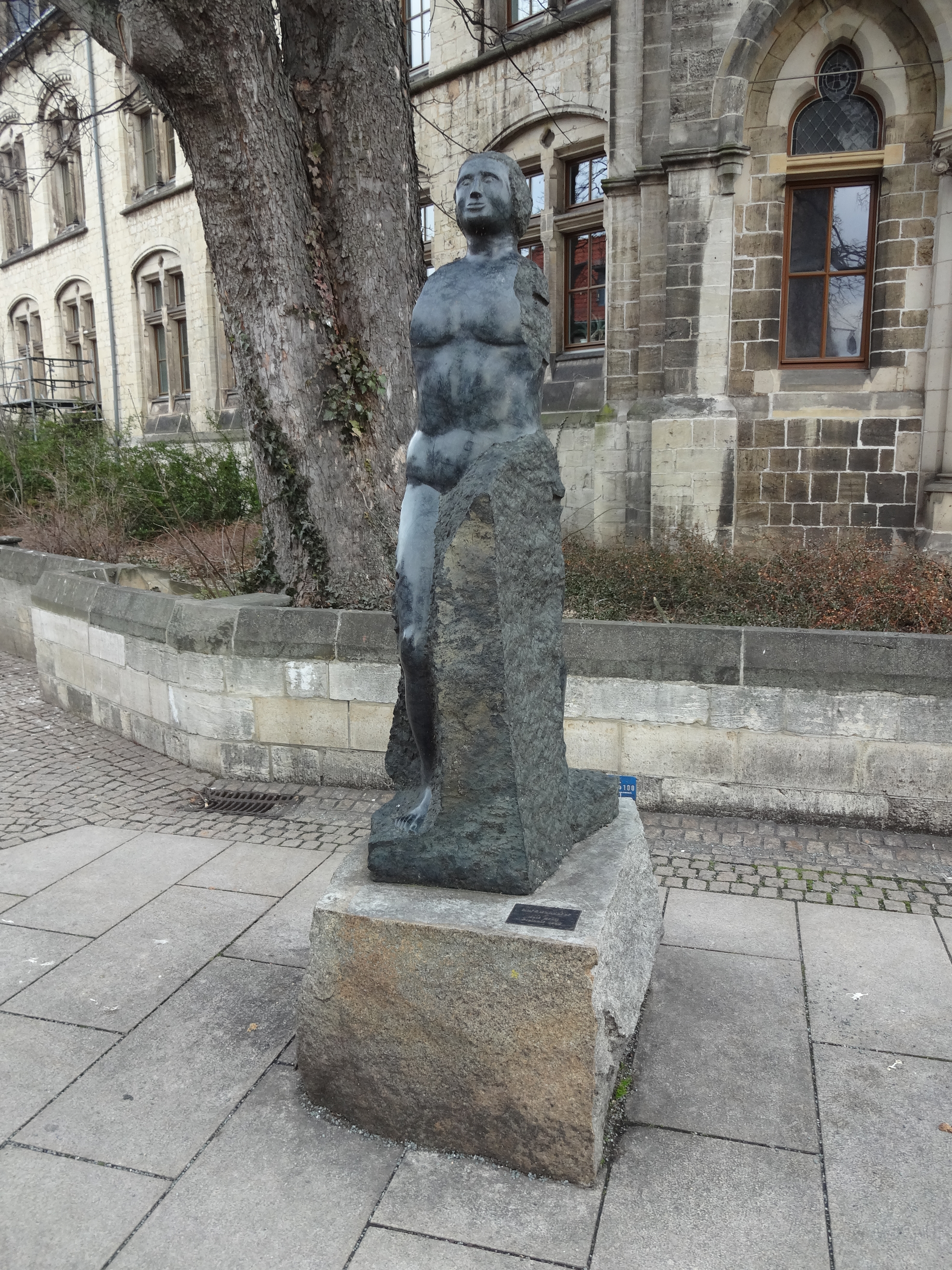
Harzwanderer Wernigerode

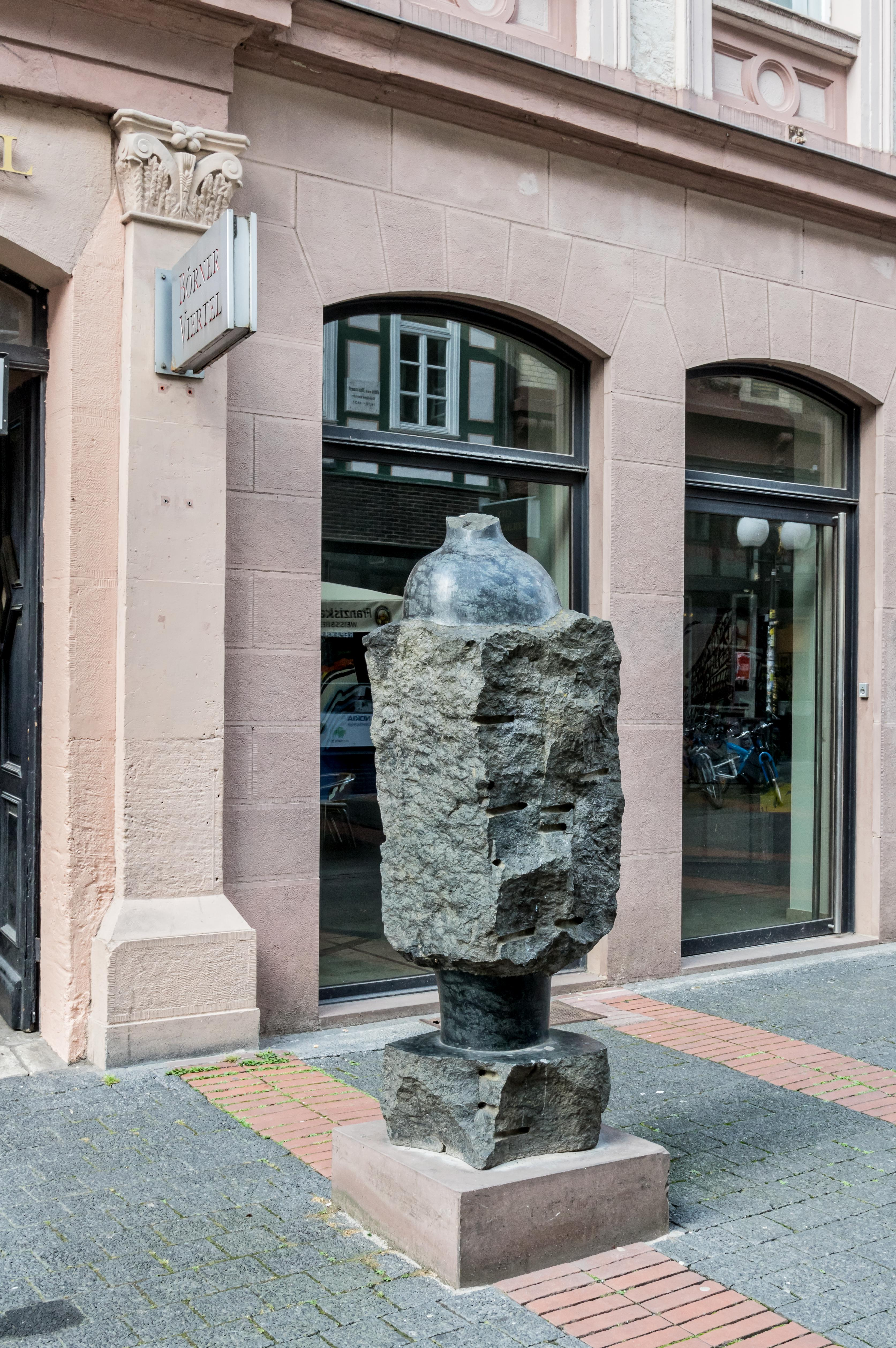
Skulpturen Rote Straße (Göttingen)

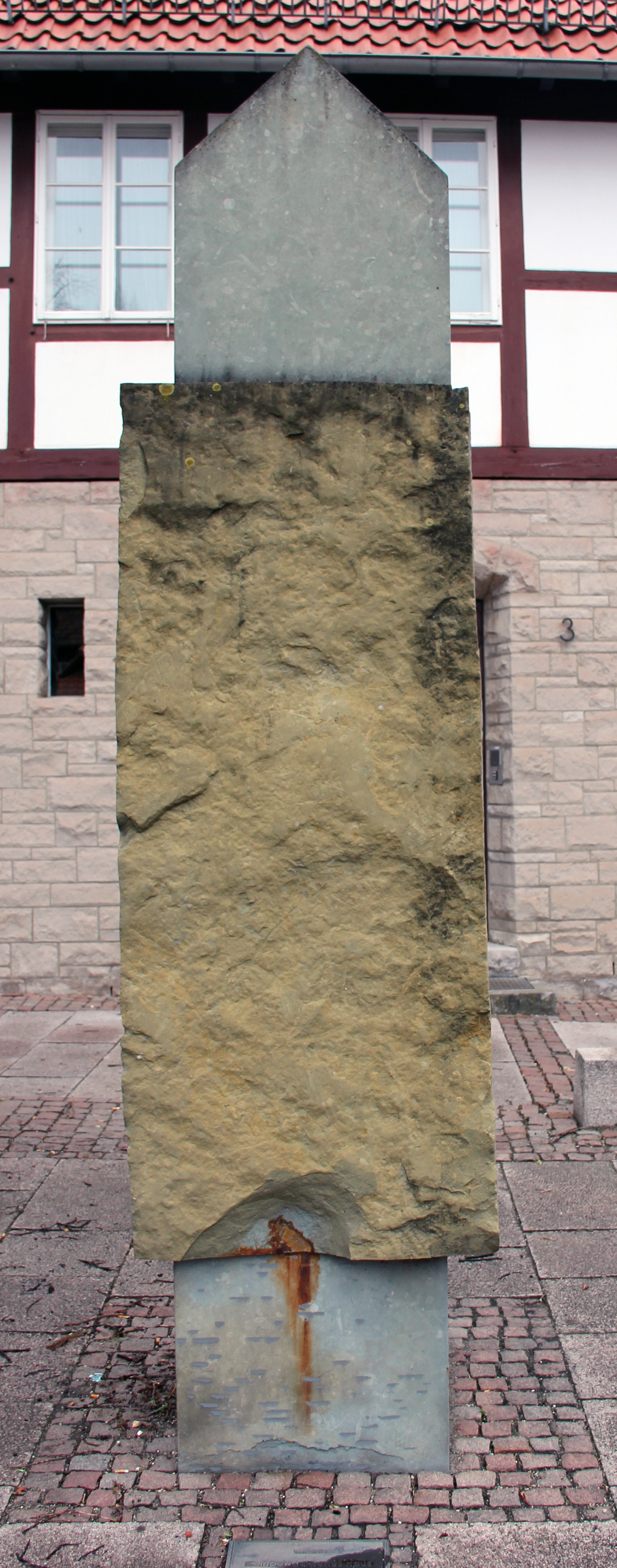
Steinbewachsenes Haus, 1994, Am Gropenmarkt, in Duderstadt

- Zwei steinbewachsene Schrifttafeln, Skulpturenweg Bad Gandersheim/Lamspringe
- Magisches Wasser, Stadtpark Baunatal, Baunatal
- Weißer Obelisk, Straßburger Straße, Prenzlauer Berg, Berlin
- Großer steinbewachsener Kopf, Paulikloster Brandenburg (Havel)
- Weiblicher Torso, Stadtpark Cuxhaven
- Obelisk mit Wellen, Caspar-David-Friedrich-Str., Dresden
- Drei Frauenfiguren, Dresden Klinikgarten, Klinik Dr. Hans
- Steinbewachsenes Haus, Duderstadt
- Gropenmarkt (Rathaus), Duderstadt
- Große Steinöffnung, Bahnhofstraße Duderstadt
- Schwebende Wolke, Staufenburg Klinik, Vollmersbachtal Durbach (Baden)
- Obelisk, Reichsstraße (Fußgängerzone) Freudenstadt
- Steinbewachsenes Haus, Oberer Marktplatz, Freudenstadt
- Steinbewachsener Flügel, Kurpromenade, Freudenstadt
- Schwarzes Wasser, Reichsstraße (Fußgängerzone), Freudenstadt
- Renaissance, sieben Obelisken, Skulpturenweg am Kienberg, Freudenstadt
- Seher aus dem Stein, Skulpturenpark Kienberg, Freudenstadt
- Steinerne Woge, Carl-Zeiss-Straße, Göttingen
- Weiblicher Torso, Max-Planck-Gymnasium, Theaterplatz, Göttingen
- Skulptur für Völkerverständigung, Kurze Geismarstraße, Göttingen
- Große Himmelstreppe, Volksbank Göttingen, Kurze Geismarstraße, Göttingen
- Vier schwarze Torsi, Eingang zum Börnerviertel, Rote Straße, Barfüßer Straße, Göttingen
- Mensch und Wissenschaft, Goethe-Allee, Göttingen
- Jünglingstorso, Dresdner Bank AG, Jungfernstieg, Hamburg
- Kinds of the block, Alter Teichweg, Dulsberg, Hamburg
- Steinernes Wasser, Philipp Holzmann AG, Podbielskistraße, Hannover
- Rhume Oder Katlenbach, Hauptstraße Katlenburg-Lindau, Hannover
- Früchte aus dem Stein, MCI-Miritz-Ingredients, Zur Furtmühle, Kirchgandern
- Wasserstein im Stadtpark Lohne, Lohne (Oldenburg)
- Blaues Wasser, Rathaus Obergeschoß, Lohne (Oldenburg)
- Offener Torso, Heiligen-Geist-Hospital, Bürgergarten Lübeck
- Zwei steinbewachsene Dreiecke, am Kreiswehrersatzamt Lüneburg
- Zwei Granitstelen, Brunnen für die Kreis-Sparkasse Nörten-Hardenberg
- Drei Zypressen, Verkehrsinsel Northeim
- Werden und Vergehen, Breite Straße (Münsterplatz), Northeim
- Offener Torso, Bronze in der Stadthalle, Northeim
- Drei steinbewachsene Möbel, Wohnungsbaugesellschaft am Nordring, Northeim
- Steinbewachsener Seher, Schloss Imbshausen, Northeim
- Kommen und Gehen, Eschenschlag, Northeim
- Steinbewachsener Flügel, St.-Sixti-Kirche, Northeim
- Drei Häuser, Vechta
- Mensch und Wissenschaft, Hochschule Vechta, Driverstraße, Vechta
- Fragmentarischer Harzwanderer am Westerntor Wernigerode
- Weiblicher Torso, Friedrichstraße, Wernigerode
- Offener Torso, Neuland-Wohnungsbaugesellschaft, Rathenaustraße Wolfsburg
- Silbermond, Fichtelgebirgshalle Wunsiedel
- Babylon aus Marmor in Marienstadt, Kevelaer
- Gang in die Nacht, Friedhof Northeim

Griechenland:
- Ariadne on Naxos, Naxos, Kyklades

Norwegen:
- Solveig at the newly built hut, Peer Gynt Sculpture Park, Oslo

Frankreich:
- près de nous, jardin du musée des beaux artes, Angers